# Youchegang
Youchegang (kinesiska: 油车港, 油车港镇) är en köping i Kina. Den ligger i provinsen Zhejiang, i den östra delen av landet, omkring 93 kilometer nordost om provinshuvudstaden Hangzhou. Antalet invånare är 49488. Befolkningen består av 24 304 kvinnor och 25 184 män. Barn under 15 år utgör 11,0 %, vuxna 15-64 år 75 %, och äldre över 65 år 13,0 %.
Genomsnittlig årsnederbörd är 1 712 millimeter. Den regnigaste månaden är juni, med i genomsnitt 277 mm nederbörd, och den torraste är november, med 65 mm nederbörd.